# Vigur
Vigur az Ísafjarðardjúp fjord második legnagyobb szigete a Vestfirðir félsziget területén, Izlandon. A sziget mintegy kettő kilométer hosszú és 400 méter széles. Mindössze egyetlen farm található rajta, ahol ma már csak juhokat tenyésztenek, ám régebben teheneket is tenyésztettek itt. Napjainkban kedvelt idegenforgalmi célpont.

## Története
A 17. században itt élt Magnús Jónasson, aki egy helyi gazdag állattenyésztő volt, aki ezen kívül irodalmi kéziratokat gyűjtött. 1860 körül egy szélmalom épült a szigeten, amely ma az Izlandi Nemzeti Múzeum tulajdonában áll.
A szigetet 2019-ben értékesítették egy izlandi üzletember részére.

## Földrajza

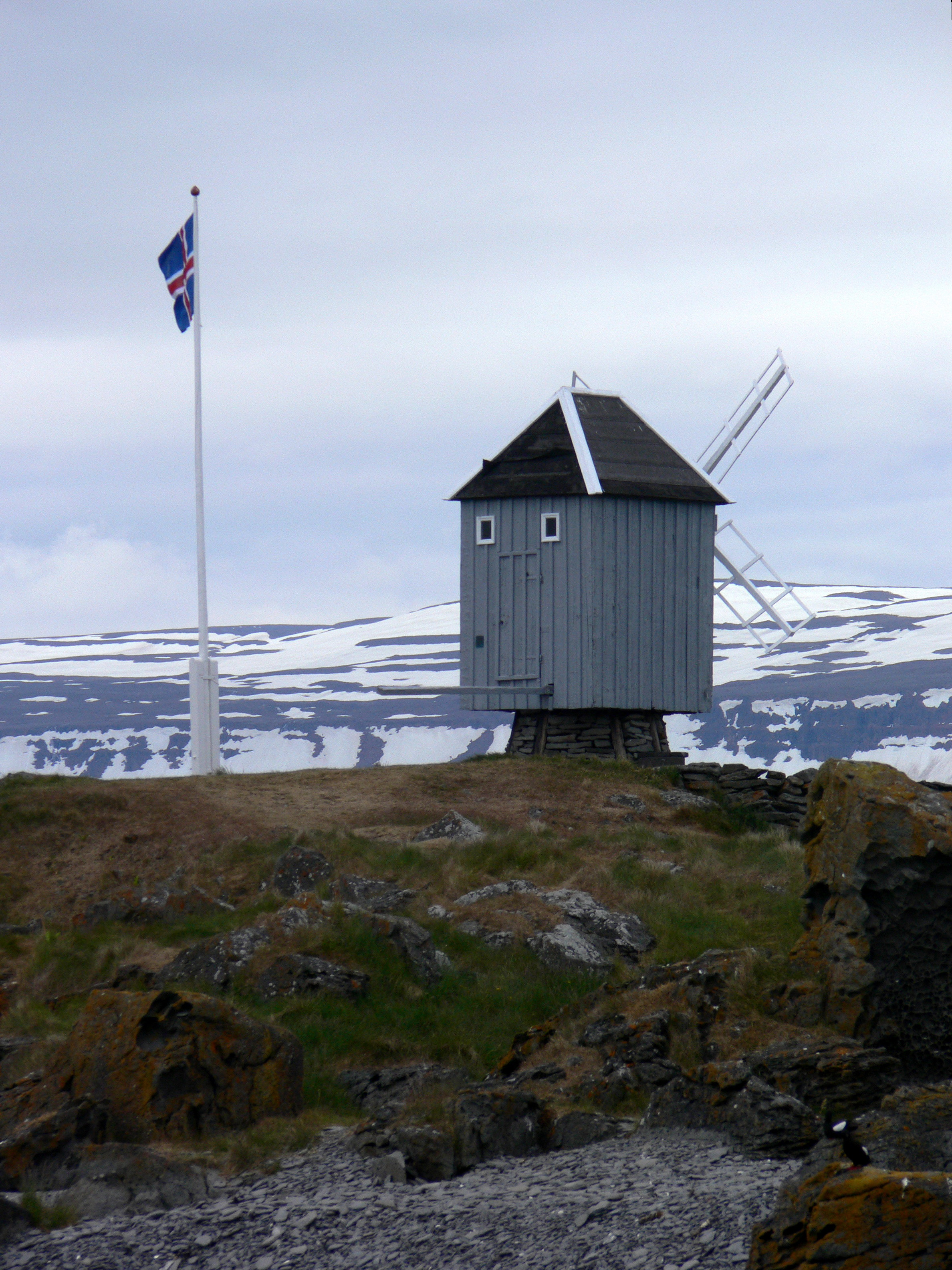
A szélmalom 2011-ben

A sziget mintegy kettő kilométer hosszú és 400 méter széles. Területe 0,45 km². Legmagasabb pontján 62 méterrel magasodik a tenger szintje fölé

## Fordítás
Ez a szócikk részben vagy egészben  a   Vigur című angol Wikipédia-szócikk ezen változatának fordításán alapul.  Az eredeti cikk szerkesztőit annak laptörténete sorolja fel. Ez a jelzés csupán a megfogalmazás eredetét és a szerzői jogokat jelzi, nem szolgál a cikkben szereplő információk forrásmegjelöléseként.